# Li Furong (calciatore)
Li Furong (李富榮S, Lǐ FùróngP, trascritto anche Lei Fu Weng; Macao, 23 ottobre 1983) è un ex calciatore macaense, di ruolo attaccante.